# Tursiops truncatus gephyreus

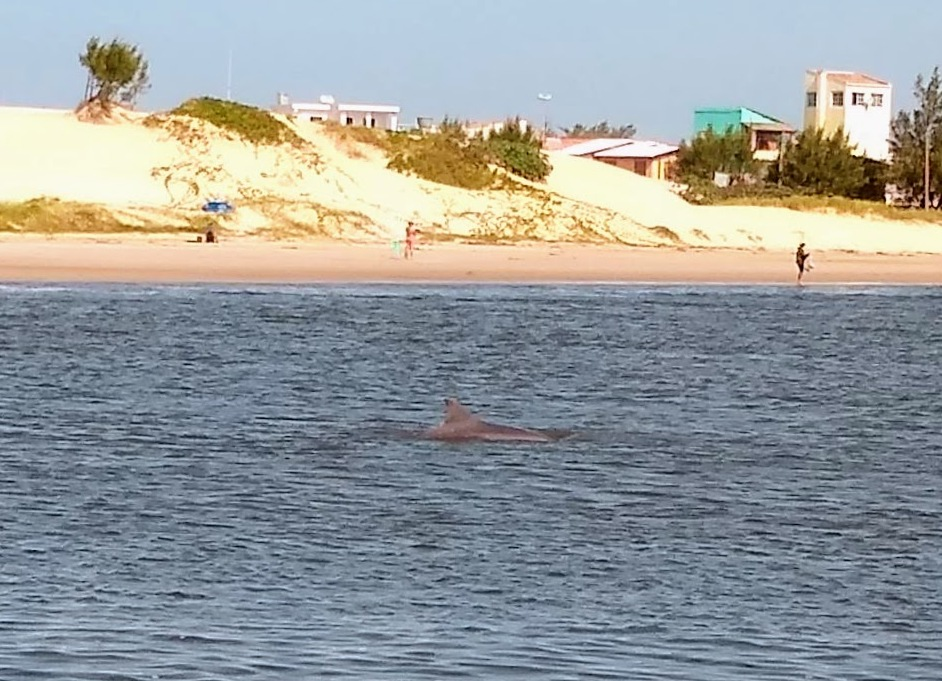
Delfín (Tursiops gephyreus) en el río Tramandaí.

El delfín nariz de botella del Atlántico Sur (Tursiops truncatus gephyreus), también llamado delfín mular o tonina, es una subespecie de la especie de cetáceo odontoceto de la familia de los delfínidos Tursiops truncatus. Habita en estuarios y en el litoral marítimo del este del Cono Sur de Sudamérica.

## Taxonomía
Descripción original
Este taxón fue descrito originalmente en el año 1908 por el zoólogo francés, radicado en la Argentina, Fernando Lahille.

### Caracterización y relaciones filogenéticas
Durante buena parte del siglo XX este taxón fue tratado como un sinónimo de Tursiops truncatus, el delfín más común y conocido en todo el mundo. En el año 2016, los zoólogos Janaína Carrion Wickert, Sophie Maillard von Eye, Larissa Rosa Oliveira e Ignacio Benites Moreno estudiaron en detalle las poblaciones reconocidas como Tursiops truncatus del océano Atlántico sudoccidental, mediante análisis uni y multivariados, testeando diferencias morfológicas (14 caracteres) y morfométricos (29 medidas) entre dos agrupamientos detectados en la zona; el resultado permitió reconocer a estos como pertenecientes a dos formas morfológicas distintas, de conformidad con el concepto filogenético de especie, lo que se tradujo en la revalidación de Tursiops gephyreus como un taxón válido, asignándole los investigadores un nivel de especie. Posteriormente se confirmó su validez taxonómica pero se la subordinó a una categorización subespecífica respecto a Tursiops truncatus.
Este delfín puede ser reconocido de T. t. truncatus mediante 6 caracteres cualitativos aunque, la forma del proceso nasal del premaxilar derecho es suficiente para poder separarlas. Otra forma es mediante el conteo de sus vértebras, ya que en T. gephyreus el número total es de 62 a 64, mientras que en T. truncatus es de 57 a 59.

## Distribución y hábitat
Tursiops truncatus gephyreus habita en estuarios y entre el oleaje costero a lo largo del litoral marítimo del estado brasileño de Río Grande del Sur, Uruguay y la Argentina. En razón de que sus poblaciones están amenazadas por los mismos problemas a lo largo de toda su distribución, se reclaman esfuerzos de conservación para protegerlas.
La localidad de Las Toninas fue nombrada así por la presencia de Tursiops t. gephyreus, visibles desde la costa a principios del siglo XX.